# Márcia (mãe de Trajano)
Márcia (c. 33 - 100) foi uma nobre romana e mãe do imperador Trajano.

## Família
Márcia veio de uma família nobre e politicamente influente, a gens Márcia, que alegava ser descendente do rei romano Anco Márcio. Ela era filha do senador Quinto Márcio Bareia Sura e de Antônia Furnila. Quinto era amigo do futuro imperador Vespasiano e a irmã de Márcia, Márcia Furnila, foi a segunda esposa do futuro imperador Tito, filho dele.
O tio paterno de Márcia era o senador Quinto Márcio Bareia Sorano e sua prima paterna era a nobre Márcia Servília Sorana. O avô paterno de Márcia era Quinto Márcio Bareia Sorano, que foi cônsul sufecto em 34 e procônsul da África entre 41 e 43. Já o materno pode ter sido Aulo Antônio Rufo, um cônsul sufecto em 45. A família de Márcia estava ligada aos opositores do imperador Nero e, em 65, depois da fracassada conspiração pisoniana, caiu em desgraça.

## Vida
Márcia nasceu e foi criada em Roma. Durante o reinado do imperador Cláudio (41-54), Márcia se casou com o general e senador Marco Úlpio Trajano, que nasceu em Itálica (próxima da moderna Sevilha, na Espanha), na província de Hispânia Bética.
O casal teve dois filhos:
- Úlpia Marciana (48 - 112/114), que herdou seu sobrenome da família do avô. Marciana se casou com Caio Salônio Matídio Patrônio, que era um senador muito rico e um pretor. Marciana deu-lhe uma filha chamada Salônia Matídia, que nasceu em 68.
- Marco Úlpio Trajano, mais conhecido como Trajano (53 - 117), imperador romano entre 98 e 117 e casado com Pompeia Plotina.

Não se sabe se Márcia ainda estava viva quando Trajano se tornou imperador.

## Legado
Por volta de 100, seu filho, Trajano, fundou uma cidade no norte da África chamada Colônia Marciana Úlpia Trajana Tamugadi (atual Timgad, na Argélia). Trajano, o filho, batizou a cidade em homenagem ao pai, à mãe e à irmã. Em 113, Trajano, o pai, foi deificado pelo filho e título oficial era divus Traianus pater.